# Darren Moore
Darren Mark Moore (Birmingham, 1974. április 22. –) Angliában született jamaicai labdarúgó, jelenleg a West Bromwich Albion megbízott edzője.

## Pályafutása
Moore a Torquay United ificsapatában kezdte pályafutását, a felnőttek között 1992 márciusában mutatkozhatott be. A következő évtől állandó tagja volt a védelem tengelyének és több, mint 100 bajnokit játszott nevelőegyesülete színeiben. 1995 nyarán a Doncaster Rovershez került, ahol két évet töltött.
Következő csapata a Bradford City volt, ahol sérülésekkel tarkított első szezonjában mindössze 18 meccsen vehetett részt. Az 1998/99-es szezonban Moore segített a Bradfordnak feljutni a Premier League-be története során először, de összeveszett az akkor menedzserrel, Paul Jewell-lel, így nem hosszabbította meg szerződését.
A védő 1999-ben a Portsmouth-hoz igazolt, ahol kevesebb, mint két évet töltött el. 2001 novemberében 750,000 font ellenében leigazolta őt a West Bromwich. A 2001/02-es évadban a gárda feljutott az élvonalba, Moore-t pedig megválasztották a másodosztály legjobbjának. Az Albion ezután rögtön kiesett, majd ismét feljutott.
Moore egyre nehezebben tudott bekerülni a West Brom csapatába a 2005/06-os szezonban, ezért elfogadta a Derby County ajánlatát. Sokat segített a Kosoknak a 2006/07-es idényben kiharcolni a feljutást. A szurkolók őt választották a szezon legjobbjának.
A 2007/08-as szezonban a Derby County újoncként kiesett az élvonalból, ezt követően 2008. július 2-án a szintén másodosztályú Barnsley-val írt alá szerződést. Első gólját új együttesében 2008. november 1-jén szerezte a 3-1-re megnyert Charlton elleni bajnokin.

## Edzői statisztika
2018. április 21-én lett frissítve.
| Csapat                                | Nemzet   | –tól             | –ig      | Mérleg     | Mérleg | Mérleg | Mérleg | Mérleg |
| M                                     | GY       | D                | V        | Győzelem % |        |        |        |        |
| ------------------------------------- | -------- | ---------------- | -------- | ---------- | ------ | ------ | ------ | ------ |
| West Bromwich Albion (megbízott edző) | angol    | 2018. június 25. | jelenleg | 3          | 1      | 2      | 0      | 33.33  |
| összesen                              | összesen | összesen         | összesen | 3          | 1      | 2      | 0      | 33.33  |